# 박영찬 (바둑 기사)
박영찬(朴映璨, 1960년 9월 12일 ~ )은 대한민국의 바둑 기사이다.

## 약력
1976년 제1회 학생국수전에서 준우승하여 1983년 KBS 바둑큰잔치 최강부 준우승 1983년 아마10강전 우승 제1기 아마대왕전 준우승, 1984년 제3회 세실배 전국아마추어 바둑선수권대회에서 우승하여 같은 해 입단하였고, 2003년 3단을 거쳐 2009년 5월에 4단으로 승단하였다. 1985년 기왕전, 신왕전과 1986년 제4기 대왕전, 1990년 바둑왕전, 신왕전 본선, 1991년 10기 KBS 바둑왕전, 제왕전 본선에 진출했다. 1992년 제2기 비씨카드배, 기왕전 본선과 1996년 제15기 KBS바둑왕전 본선에 올랐다. 2000년 제19기 KBS바둑왕전 본선에 올랐다. 2005년 제5기 잭필드배 프로시니어기전, 2008년 제10회 맥심커피배, 2009년 제3기 지지옥션배 본선에 각각 진출했다. 2016년 4월, 5단으로 승단했다.